# Sołomonowo
Sołomonowo (ukr. Соломоново, węg. Tiszasalamon) – wieś na Ukrainie, w rejonie użhorodzkim obwodu zakarpackiego, nad rzekami: Cisą i Latoricą
Wieś znajduje się tuż przy granicy ze Słowacją i Węgrami. Jest to najdalej na zachód wysunięta miejscowość Ukrainy.
We wsi mieści się fabryka „Eurocar”, oficjalny producent samochodów Volkswagen Group na Ukrainie.